# Atwood (Colorado)
Atwood is een plaats (census-designated place) in de Amerikaanse staat Colorado, en valt bestuurlijk gezien onder Logan County.

## Demografie
Bij de volkstelling in 2000 werd het aantal inwoners vastgesteld op 195.

## Geografie
Volgens het United States Census Bureau beslaat de plaats een oppervlakte van
9,2 km², geheel bestaande uit land. Atwood ligt op ongeveer 1251 m boven zeeniveau.

## Plaatsen in de nabije omgeving
De onderstaande figuur toont nabijgelegen plaatsen in een straal van 40 km rond Atwood.